# Cabascabo
Cabascabo es una película coproducida entre Níger y Francia de 1968 dirigida por Oumarou Ganda y protagonizada por el propio Ganda y Zalika Souley. Fue exhibida en la sexta edición del Festival Internacional de Cine de Moscú, donde recibió un diploma.

## Sinopsis
Cabascabo es un veterano del ejército colonial de Francia en Indochina que regresa a su ciudad de nacimiento en Níger, donde es recibido como un héroe por familiares y amigos. Durante un tiempo disfruta de su fama como veterano de guerra, pero despilfarra todos sus ingresos en prostitutas y alcohol y más adelante no logra encontrar un trabajo para sostenerse. Cuando queda pobre, ya nadie respeta su rango ni sus logros en batalla, y es tratado como un esclavo en una obra de construcción donde por fin lograr conseguir un empleo. Ante este desolador panorama, Cabascabo decide regresar a sus raíces rurales y trabajar la tierra de nuevo.

## Reparto
- Oumarou Ganda
- Zalika Souley
- Dan Baba Ali
- Balarabi
- Gérard Delassus
- Issa Gombokoye
- Kaka
- Djingareye Maiga